# Calyptranthes moctezumae
Calyptranthes moctezumae es una especie de planta perteneciente a la familia Myrtaceae. El nombre de la especie hace referencia al río Moctezuma, en cuyo cañón es una planta común.

## Clasificación y descripción
Arbusto de 1 a 4 m de altura; corteza gris-amarillenta, lisa, exfoliante en láminas delgadas; ramas teretes a ligeramente comprimidas, glabras excepto por algunos tricomas rojizos en las yemas. Peciolo acanalado, de 1 a 5 mm de largo, por ±1 mm de ancho, glabro; lámina foliar verde oscuro, algo lustrosa en el haz, verde pálido en el envés, de 2,3 a 5,3 cm de largo, por 1 a 2,2 cm de ancho, ápice acuminado; nervio marginal levemente arqueado entre los laterales, distante 0,2 a 0,5 mm del margen, coriácea, con glándulas punteadas dispersas en el haz, pelúcido-punteadas en el envés. Inflorescencias axilares en dicasios compuestos, cerca del ápice de las ramas, de 2 a 5 cm de largo; pedúnculos comprimidos, amarillos a rojizos, de 1,8 a 2,5 cm de largo; brácteas y bractéolas caducas. Flores 9 a 20 por inflorescencia; pedicelo de 4 a 6 mm de largo, por lo general la flor central del dicasio sésil, botón globoso, apiculado, de 2 a 3 mm de largo, por ±2 mm de ancho, caliptra en forma de cúpula, membranácea, glandulosa, hasta 3,5 mm de ancho; cáliz cerrado en el botón; pétalos ausentes, estambres 80 a 100, de hasta 4 mm de largo; estilo de ±5 mm de largo, ovario bilocular, óvulos 2 por lóculo; hipanto campanulado, de ±1,5 mm de largo, por ±1 mm de ancho en el ápice, glabro, glanduloso. Fruto globoso, inmaduro verde, rojo al madurar, de 5 a 9 mm de diámetro, glabro, coronado con el hipanto en el ápice. Semilla 1, radícula alargada, cotiledones foliáceos.

## Distribución
En el extremo nororiental de Querétaro, municipio de Arroyo Seco y el Santa María en Jalpan, encontrándose también en el del río Moctezuma en el municipio de Pacula, Hidalgo.

## Hábitat
Calyptranthes moctezumae, es un elemento abundante en cañadas y laderas de roca caliza, entre el bosque tropical caducifolio y el matorral submontano, con menor presencia en el bosque tropical subcaducifolio. Habita en los cañones de los ríos que forman parte de la cuenca del río Pánuco, como son el río Concá, Crece en elevaciones de 250 a 600 m s. n. m.
Se le ha encontrado en floración de marzo a junio, con frutos a partir de mayo.

## Estado de conservación
Es una especie endémica. Debido a su distribución limitada y a las amenazas a que están sujetos el bosque tropical caducifolio y subcaducifolio de la zona de estudio se le considera vulnerable a la extinción.